# Jüdischer Friedhof Büdesheim (Hessen)
Der Jüdische Friedhof Büdesheim war der Friedhof für die Einwohner jüdischen Glaubens in Büdesheim, einem Ortsteil der Gemeinde Schöneck im Main-Kinzig-Kreis in Hessen. Er bestand etwa seit dem Jahr 1870 und wurde bis 1942 genutzt. Er liegt am Kilianstädter Wald.

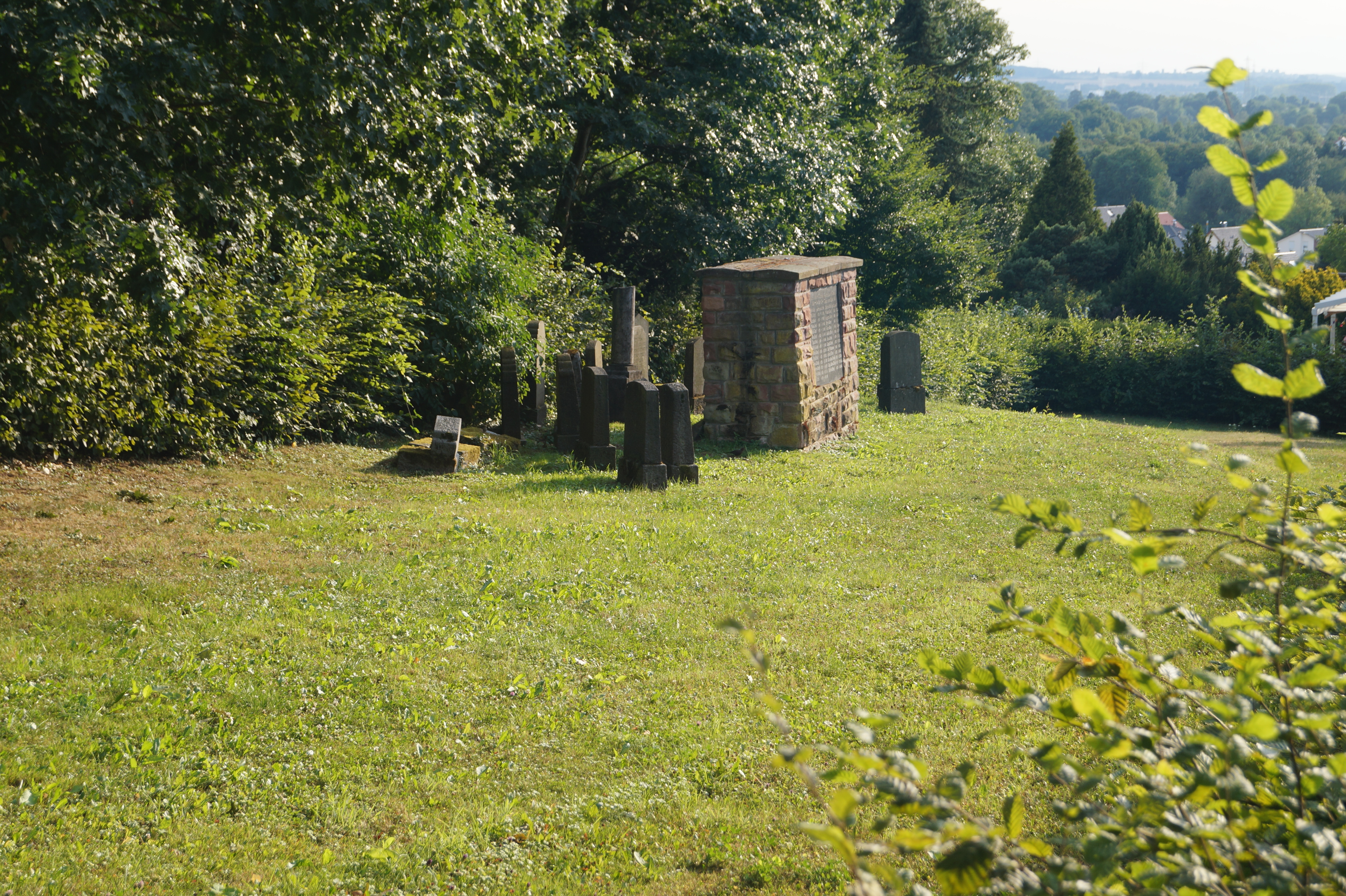
Ansicht von Westen 2015

## Geografische Lage
Der jüdische Friedhof befindet sich am östlichen Ende der Ortschaft auf einem Hügel am Waldrand. Er ist über die Schlesierstraße und den Hanauer Pfad, von deren östlichen Enden ein Fußweg weiter zum Wald führt, zu erreichen.

## Geschichte
Der Friedhof bestand seit etwa 1870 und wurde ausschließlich von der Büdesheimer Gemeinde genutzt. Die letzte Beisetzung fand am 14. August 1942 statt (Kathinka Strauß). Unmittelbar danach wurden die letzten jüdischen Einwohner Büdesheims Mitte September desselben Jahres deportiert und der Friedhof von SA-Männern geschändet. Die Grabsteine wurden umgeworfen und die Einfriedung verwüstet. Einige Grabsteine wurden daraufhin von der Gemeinde Büdesheim verkauft.

## Anlage
Der Friedhof umfasst eine Fläche von 823 m² und ist von einer Hecke aus Sträuchern umgeben. Es sind nur noch 19 Grabsteine erhalten, die außerhalb der eigentlichen Grabstätten um einen Gedenkstein gruppiert wurden. Dieser wurde in der Nachkriegszeit errichtet und trägt die Inschrift Hier stand ein jüdischer Friedhof, der im Jahre 1943–1944 dem Nazi-Terror zum Opfer fiel. Darunter befinden sich 27 Namen. Ein Schlüssel zum Friedhof ist im Rathaus der Gemeinde Schöneck erhältlich.